# جيف شميت
جيف شميت (بالإنجليزية: Jeff Schmidt)‏ هو لاعب كرة قاعدة أمريكي، ولد في 21 فبراير 1971 في نورثفيلد في الولايات المتحدة.

## وصلات خارجية
- جيف شميت على موقعبيزبول رفرنس.كوم (الدوري الرئيسي) (الإنجليزية)
- جيف شميت على موقعبيزبول رفرنس.كوم (الدوري الثانوي) (الإنجليزية)